# Brandesia lanceolata
Brandesia lanceolata är en amarantväxtart som beskrevs av George Bentham. Brandesia lanceolata ingår i släktet Brandesia och familjen amarantväxter. Inga underarter finns listade i Catalogue of Life.